# Arquidiócesis de Glasgow
La arquidiócesis de Glasgow (en latín: Archidioecesis Glasguensis y en inglés: Roman Catholic Archdiocese of Glasgow) es una circunscripción eclesiástica de la Iglesia católica en el Reino Unido. Se trata de una arquidiócesis latina, sede metropolitana de la provincia eclesiástica de Glasgow. Desde el 4 de febrero de 2022 su arzobispo es William Nolan.

## Territorio y organización

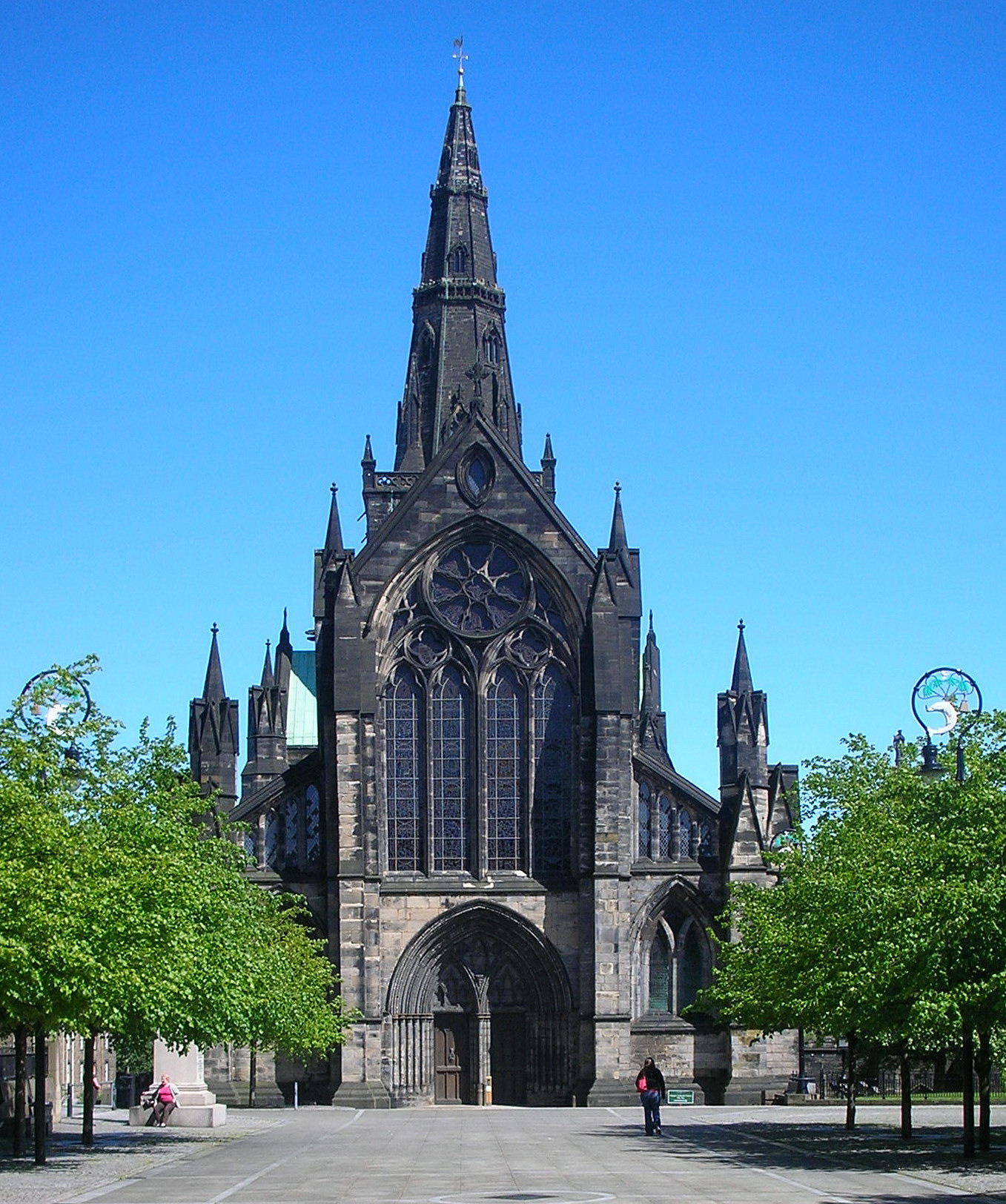
Excatedral de San Mungo, desde la Reforma escocesa en 1560 pertenece a la Iglesia de Escocia

La arquidiócesis tiene 825 km² y extiende su jurisdicción sobre los fieles católicos de rito latino residentes en parte de Escocia, comprendiendo: la ciudad de Glasgow, con East Dunbartonshire, West Dunbartonshire, los distritos de Baldernock y East Kilpatrick en Stirlingshire, y la parroquia de Thornliebank en East Renfrewshire.
La sede de la arquidiócesis se encuentra en la ciudad de Glasgow, en donde se halla la Catedral de San Andrés y la excatedral de San Mungo, que desde la Reforma escocesa en 1560 pertenece a la Iglesia de Escocia.
La arquidiócesis tiene como sufragáneas a las diócesis de: Motherwell y Paisley.
En 2023 en la arquidiócesis existían 88 parroquias.

## Historia

### Antecedentes
Según la tradición, el primer obispo de Glasgow fue Mungo (también conocido como Kentigerno) en el siglo VI. Sin embargo, esta tradición se basa en la vida del santo, que no es anterior al siglo XII, época en la que estaba viva la polémica que enfrentaba a la Iglesia de Glasgow con la de York: esta última reivindicaba su jurisdicción metropolitana sobre la sede de Glasgow, que en cambio afirmó con fuerza su independencia. Es cierto que el Reino de Strathclyde, del cual Glasgow era el centro principal, siendo un reino cristiano, casi con certeza tuvo obispos, pero ninguno se conoce hasta el siglo XI.
Respecto a la documentación producida en Glasgow, el documento más antiguo que habla de la sede episcopal en esta ciudad es un informe (notitia), redactado antes de 1125, que narra, en presencia del rey David I de Escocia, la fundación e historia de la diócesis: se habla de san Mungo, de la devastación y destrucción que sufrió la ciudad, pero no se nombra ningún otro obispo. El documento continúa relatando cómo fue el rey David quien restauró la diócesis de Glasgow, eligiendo como obispo a su capellán y tutor John, con el consentimiento del papa Pascual II. Este hecho se habría producido en torno a los años 1114/1118.
El 9 de enero de 1492 el papa Inocencio VIII elevó a Glasgow al rango de sede metropolitana y a mediados del siglo XVI tenía como sufragáneas a las diócesis de Whithorn-Galloway y Lismore o Argyll.
El último obispo antes de la Reforma protestante y la supresión de las diócesis católicas fue James Beaton, quien huyó a París, Francia, donde murió el 24 de abril de 1603.

### Restauración
Con la afirmación de la Reforma escocesa, todas las diócesis católicas escocesas fueron efectivamente suprimidas y sus territorios sometidos al vicariato apostólico de Inglaterra, que fue erigido en 1622 (hoy arquidiócesis de Westminster). Algunos misioneros fueron enviados a Escocia, incluido el jesuita John Olgivie, que fue martirizado en Glasgow en 1615.
En 1653 el papa Inocencio X erigió una prefectura apostólica para Escocia, que se convirtió en vicariato apostólico en 1694. En 1683 fracasó un intento de abrir una capilla católica en Glasgow, ciudad en la que no se documentan católicos hasta la segunda mitad del siglo XVIII, hasta el llegada de inmigrantes irlandeses. A partir de este momento algunos sacerdotes, conocidos como sacerdotes visitantes, pudieron oficiar en Glasgow. En 1797 John Farquharson abrió una capilla en la ciudad, ayudado por algunos sacerdotes franceses que habían huido de su tierra natal. En 1816 se inauguró la iglesia de San Andrés, la actual catedral.
El vicariato apostólico del Distrito Occidental con sede en Glasgow se erigió el 13 de febrero de 1827 con el breve Quanta laetitia del papa León XII, obteniendo el territorio del vicariato apostólico del Distrito de Lowlands (hoy arquidiócesis de San Andrés y Edimburgo).
La hambruna que asoló Irlanda a mediados del siglo XIX llevó a muchos irlandeses a emigrar a Glasgow, aumentando considerablemente el número de católicos. Esto creó problemas internos en el vicariato apostólico, debido al nacionalismo irlandés apoyado por gran parte de los recién llegados, que habían fundado la Glasgow Free Press. La situación se vio agravada por el obispo coadjutor, James Lynch, de origen irlandés, nombrado en 1866 y partidario de la causa, que más tarde se vio obligado a trasladarse a Irlanda.
En 1874 se abrió un taller regional en el distrito Partickhill de Glasgow.
El 4 de marzo de 1878 con la bula Ex supremo Apostolatus, el papa León XIII restableció la jerarquía católica en Escocia. Se restauraron las antiguas sedes anteriores a la Reforma, incluida la de Glasgow, con el rango de arquidiócesis no metropolitana, inmediatamente sujeta a la Santa Sede. Su territorio correspondía al del vicariato apostólico del Distrito Occidental, con excepción de la parte cedida para la erección de la diócesis de Galloway.

En cuanto a la sede de Glasgow, considerando la antigüedad, amplitud y nobleza de esa ciudad, teniendo presente en particular el estado de religión muy floreciente que allí se manifiesta y las prerrogativas arzobispales conferidas por Inocencio VIII, hemos considerado verdaderamente conveniente atribuir al Santo Pastor de ella el nombre e insignia de Arzobispo.
Bula Ex supremo Apostolatus

Como consecuencia de la bula Maxime interest del papa Pío XII, el 25 de mayo de 1947 cedió una parte de su territorio para la erección de las diócesis de Motherwell y de Paisley, mientras que otra parte del territorio fue cedida a la diócesis de Galloway. Al mismo tiempo, con la bula Dominici gregis, fue elevada al rango de sede metropolitana.

## Estadísticas
Según el Anuario Pontificio 2024 la arquidiócesis tenía a fines de 2023 un total de 223 270 fieles bautizados.
| Año                                                                             | Población            | Población | Población      | Sacerdotes | Sacerdotes    | Sacerdotes    | Bautizados por sacerdote | Diáconos permanentes | Religiosos | Religiosos | Parroquias |
| Año                                                                             | Bautizados católicos | Total     | % de católicos | Total      | Clero secular | Clero regular | Bautizados por sacerdote | Diáconos permanentes | Varones    | Mujeres    | Parroquias |
| ------------------------------------------------------------------------------- | -------------------- | --------- | -------------- | ---------- | ------------- | ------------- | ------------------------ | -------------------- | ---------- | ---------- | ---------- |
| 1950                                                                            | 313 075              | 1 250 000 | 25.0           | 300        | 249           | 51            | 1043                     |                      | 58         | 450        | 65         |
| 1970                                                                            | 323 260              | 1 105 000 | 29.3           | 393        | 338           | 55            | 822                      |                      | 112        | 372        | 103        |
| 1980                                                                            | 293 000              | 1 039 000 | 28.2           | 325        | 263           | 62            | 901                      |                      | 92         | 432        | 111        |
| 1990                                                                            | 281 100              | 986 517   | 28.5           | 293        | 243           | 50            | 959                      |                      | 71         | 341        | 109        |
| 1999                                                                            | 233 755              | 1 012 526 | 23.1           | 250        | 214           | 36            | 935                      |                      | 83         | 248        | 107        |
| 2000                                                                            | 223 534              | 900 000   | 24.8           | 245        | 205           | 40            | 912                      |                      | 93         | 219        | 106        |
| 2001                                                                            | 217 002              | 900 000   | 24.1           | 243        | 198           | 45            | 893                      |                      | 100        | 201        | 106        |
| 2002                                                                            | 214 615              | 900 000   | 23.8           | 242        | 197           | 45            | 886                      |                      | 69         | 201        | 106        |
| 2003                                                                            | 224 344              | 779 490   | 28.8           | 228        | 186           | 42            | 983                      |                      | 68         | 184        | 106        |
| 2013                                                                            | 196 200              | 827 000   | 23.7           | 189        | 144           | 45            | 1038                     | 15                   | 56         | 169        | 93         |
| 2016                                                                            | 215 000              | 810 000   | 26.5           | 168        | 127           | 41            | 1279                     | 16                   | 55         | 151        | 90         |
| 2019                                                                            | 216 200              | 815 000   | 26.5           | 163        | 123           | 40            | 1326                     | 15                   | 51         | 147        | 89         |
| 2021                                                                            | 218 170              | 822 300   | 26.5           | 153        | 114           | 39            | 1425                     | 16                   | 50         | 137        | 89         |
| 2023                                                                            | 223 270              | 837 000   | 26.7           | 151        | 111           | 40            | 1478                     | 18                   | 52         | 125        | 88         |
| Fuente: Catholic-Hierarchy, que a su vez toma los datos del Anuario Pontificio. |                      |           |                |            |               |               |                          |                      |            |            |            |

## Episcopologio

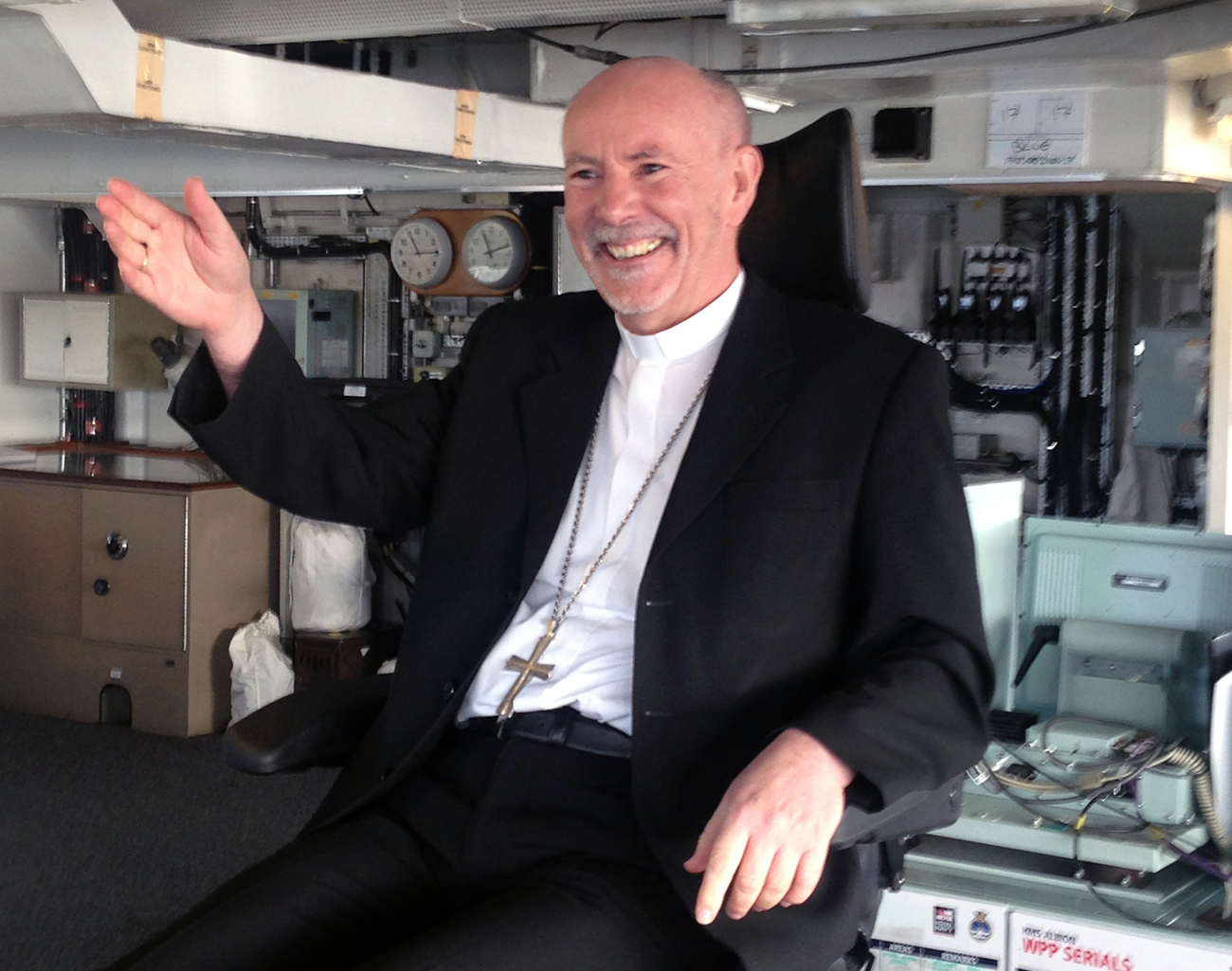
William Nolan, arzobispo de Glasgow desde 2022

- Ranald MacDonald † (13 de febrero de 1827-20 de septiembre de 1832 falleció)
- Andrew Scott † (20 de septiembre de 1832 por sucesión-15 de octubre de 1845 renunció)
- John Murdoch † (15 de octubre de 1845 por sucesión-15 de diciembre de 1865 falleció)
- John Gray † (15 de diciembre de 1865 por sucesión-4 de marzo de 1869 renunció)
  - Sede vacante (1869-1878)
- Charles Petre Eyre † (15 de marzo de 1878-27 de marzo de 1902 falleció)
- John Aloysius Maguire † (4 de agosto de 1902-14 de octubre de 1920 falleció)
- Donald Mackintosh † (24 de febrero de 1922-8 de diciembre de 1943 falleció)
- Donald Alphonsus Campbell † (6 de enero de 1945-22 de julio de 1963 falleció)
- James Donald Scanlan † (29 de enero de 1964-23 de abril de 1974 retirado)
- Thomas Joseph Winning † (23 de abril de 1974-17 de junio de 2001 falleció)
- Mario Joseph Conti † (15 de enero de 2002-24 de julio de 2012 retirado)
- Philip Tartaglia † (24 de julio de 2012-13 de enero de 2021 falleció)
- William Nolan, desde el 4 de febrero de 2022